# Galium verum subsp. verum
Galium verum subsp. verum é uma subespécie de planta com flor pertencente à família Rubiaceae. 
A autoridade científica da subespécie é L., tendo sido publicada em Sp. Pl. 107 (1753).
Os seus nomes comuns são coalha-leite, erva-coalheira, erva-do-coalho ou galião.

## Portugal
Trata-se de uma subespécie presente no território português, nomeadamente em Portugal Continental.
Em termos de naturalidade é nativa da região atrás indicada.

## Protecção
Não se encontra protegida por legislação portuguesa ou da Comunidade Europeia.